# Szent György és Miklós-fatemplom (Újlak)
Az újlaki Szent György és Miklós-fatemplom műemlékké nyilvánított épület Romániában, Hargita megyében. A romániai műemlékek jegyzékében a  HR-II-m-B-12998 sorszámon szerepel.

## Története
A templom 1784-ben Búnon épült, 1905-ben költöztették Újlakra.